# Микрофон-78
«Mikrofons-78» (рус. Микрофон-78) — конкурс эстрадной песни, проходивший в Латвийской ССР в рамках ежегодного конкурса «Mikrofons». В 1978 году конкурс проводился в 7-й раз.
Заключительный концерт конкурса прошёл в концертном зале Латвийской государственной филармонии. Это был последний концерт «Микрофона» в здании филармонии, поскольку популярность мероприятия потребовала более просторного зала.

## Победители конкурса
Наибольшее количество голосов получила песня «Tai pilsētā» (рус. «В том городе»), написанная Раймондом Паулсом на стихи Яниса Петерса, в исполнении солисток ВИА «Modo» Мирдзы Зивере и Айи Кукуле. В том же году эта песня, исполненная Ренатом Ибрагимовым под названием «Мой город» (русский текст О. Гаджикасимова), вышла в финал «Песни года» на Центральном телевидении СССР.
В СССР была хорошо известна и мелодия песни «Элегия», занявшей второе место: в 1982—1987 годах она сопровождала прогноз погоды телевизионной программы «Время», а также вошла в репертуар Валерия Леонтьева («Бабочки на снегу», русский текст Н. Зиновьева).
Первые 10 мест на конкурсе «Микрофон-78» распределились следующим образом:
| Место | Название песни                                                                                          | Исполнитель                           | Автор музыки, автор текста     |
| ----- | --- | ------------------------------------- | ------------------------------ |
| 1     | Tai pilsētā рус. В том городе                                                                           | Мирдза Зивере, Айя Кукуле, ВИА «Modo» | Раймонд Паулс Янис Петерс      |
| 2     | Elēģija рус. Элегия                                                                                     | Нора Бумбиере, Виктор Лапченок        | Раймонд Паулс Янис Петерс      |
| 3     | Negaisa laikā рус. В грозу                                                                              | Мирдза Зивере                         | Юрис Карлсонс Инга Бинде       |
| 4     | Kā caur pelniem рус. Как сквозь пепел                                                                   | Айя Кукуле                            | Раймонд Паулс Ария Элксне      |
| 5     | Dziesma par pazaudēto laiku рус. Песня о потерянном времени                                             | Мирдза Зивере                         | Зигмарс Лиепиньш Дагния Дрейка |
| 6     | Par visu maksāju es dārgi рус. За всё я дорого плачу                                                    | Сандра Озолите                        | Харийс Ужанс Ария Элксне       |
| 7     | Ilgi pie tevis es gāju... рус. Долго к тебе я шёл... (Дуэт Керри и Герствуда из мюзикла «Сестра Керри») | Жорж Сиксна, Мирдза Зивере            | Раймонд Паулс Янис Петерс      |
| 8     | Zaķu sala рус. Заячий остров                                                                            | Зигисмунд Лоренц                      | Зигисмунд Лоренц Юрис Брежгис  |
| 9     | Sanāciet, sadziediet, sasadancojiet! рус. Сойдёмся, споём, станцуем!                                    | Виктор Лапченок                       | Раймонд Паулс Янис Петерс      |
| 10    | Rudens Salaspilī рус. Осень в Саласпилсе                                                                | Лолита Вамбуте, ВИА «Сувенир»         | Гунарс Фрейденфельд            |